# Australian Conservation Foundation

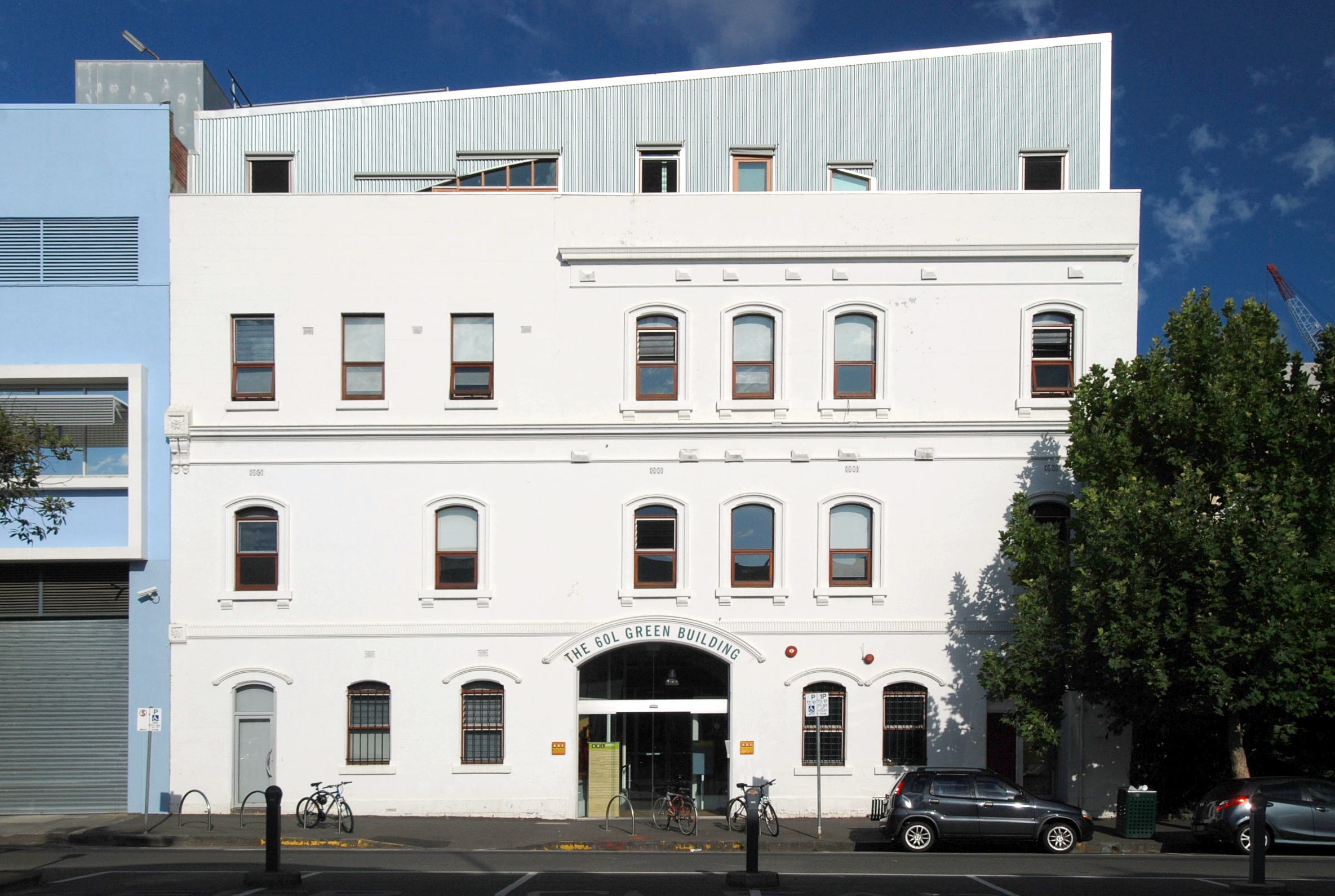
Das Verwaltungsgebäude der ACF in Carlton

Die Australian Conservation Foundation (ACF) (deutsch: Australische Umweltstiftung) ist eine Non-Profit-Organisation zum Schutz der Natur und der Umwelt. Gegründet wurde die gemeinnützige Stiftung im August 1966 in Melbourne und widmet sich dem nachhaltigen Natur- und Umweltschutz von nationaler Bedeutung in Australien, East Timor und Papua-Neuguinea wie die Ausweisung und Verwaltung von Naturschutzgebieten, nachhaltige Landwirtschaft, Wälder- und Gewässerschutz, Auswirkungen des Klimawandels, ökologische Energieerzeugung, nukleare Gefahren und Atomenergie sowie Naturschutzgesetz- und Umweltschutzgesetzgebung.

## Politik, Organisationsstruktur und Finanzierung
Die ACF setzt sich für Belange des Naturschutzes und der Umwelt ein, die von nationaler Bedeutung sind und unterstützt aber auch lokale Naturschutzinitiativen, die von großer Bedeutung sind oder sich dazu entwickeln könnten. Genannt werden von der ACF folgende politischen Hauptziele: Gesunde Luft, Land, Wasser und biologische Vielfalt, nachhaltiger Städtebau und nachhaltige Industrie, für ein nuklearfreies Australien und Durchführung von Aktionen zum Schutz der globalen Umwelt. Interessensvertretung und Öffentlichkeitsarbeit bestimmen das Bild der Stiftung nach außen.
Der Australian Conservation Foundation steht das Council of Representatives mit 53 für drei Jahre gewählten Mitgliedern vor. Das Gremium tagt kontinuierlich und bestimmt die Schwerpunkte und die Politik der Stiftung. In 2005 wurde Ian Lowe, ein emeritierter Professor der Griffith Universität, zum Präsidenten gewählt, der Peter Garrett folgte. Don Henry ist geschäftsführender Direktor seit 1998. Der Vorstand der Foundation besteht aus dem Präsidenten, zwei Vizepräsidenten, vier Kanzlern und vier kooptierten Mitgliedern, die auf Basis ihrer Qualifikation und Erfahrung ausgewählt werden.
Etwa 90 % der Finanzierung der ACF wird von ihren Mitgliedern und Unterstützern aufgebracht, die Restfinanzierung erfolgt durch die australische Bundesregierung oder ausgewählten Unternehmen. Die Einnahmen der Stiftung betrugen beispielsweise innerhalb der Zeitdauer von einem Jahr in der Periode von 2007/2008 AUD $ 13.088.934 und 39.845 Personen wurden beschäftigt.

## Geschichte
In den 1960er Jahren entwickelte sich die Australian Conservation Foundation aus engagierten Wissenschaftlern, Staatsbeamten, Politikern und Unternehmenspersönlichkeiten. Impulsgeber war der Duke of Edinburgh, der Francis Ratcliffe inspirierte eine Naturschutzorganisation aufzubauen. Im August 1964 wurde die Stiftung in Canberra gegründet. Die ersten Naturschutzthemen, die bearbeitet wurden, waren der Schutz von Eukalypten, Regenwald, Great Barrier Reef und von Gebieten im zentralen Australien. Wobei es beim Great Barrier Reef zunächst lediglich um den Schutz vor bergbaulichen Aktivitäten ging.
Die ACF rückte in den 1970er Jahren den Schutz des Eukalypten in Victoria, des Lake Pedder in Tasmanien und den Walfang in den Vordergrund ihrer Aktivitäten. 1974 unterschrieb Australien die Konvention des UNESCO-Welterbes und die ACF nominierte erste australische Projekte zur Eintragung in die Liste des Weltnatur- und Weltkulturerbes mit dem Great Barrier Reef und der Fraserinsel. ACF engagierte sich im Protest gegen den Uranabbau in Australien in der Ranger-Uran-Mine und arbeitete mit den Aborigines zusammen. Umweltverschmutzung, Klimawechsel und die Bevölkerungsentwicklung wurden zum Gegenstand ihrer Arbeit.
In den 1980er Jahren begannen Kampagnen zum Schutz des Franklin Rivers, einem der ältesten Flüsse der Welt, der Schutz der Wälder und es gelang den topischen Daintree-Nationalpark in der Liste des UNESCO-Weltnaturerbes einzutragen. Die ACF bildete eine Allianz mit der National Farmers Federation, eine Verbindung, die sich der nachhaltigen Landwirtschaft verpflichtete, und setzte sich 1989 gegen eine bergbauliche Erschließung der Antarktis ein. Gegen Ende der 1980er Jahre war die Australian Conversation Foundation die führende und anerkannte Naturschutzorganisation Australiens geworden.
In den 1990er Jahren wurde das Schwinden der Ozonschicht ein Thema der Umweltschutzbewegung Australiens, wie auch die Errichtung von nachhaltig ökologischen Arbeitsplätzen und die Genetik. Daneben engagierte sich die ACF für die indigenen Lebensinteressen über Australien hinaus im asiatisch-pazifischen Raum bei den Bergbauprojekten am Coronation Hill und an dem Tagebau OkTedi in Papua-Neuguinea. Die ACF errichtete das Sustainable Energy Industries Council of Australia und die australische Bundesregierung sicherte eine Reduzierung der Treibhausgase von 25 % bis ins Jahr 2005 zu. 1996 brachte die ACF ein Konzept zur Verbesserung der Wasserqualität australischer Flüsse in die öffentliche Debatte, wobei insbesondere die Umweltprobleme am Murray River in Angriff genommen wurden. ACF und weitere Umweltschutzorganisationen beteiligten sich an der Blockade der Uranmine Jabiluka, was zu einer starken nationalen und internationalen Medienresonanz führte.
Im ersten Jahrzehnt der 2000er-Jahre befasste sich die ACF mit einer langfristigen Strategie zum Erhalt der Natur. Dieses Projekt befasste sich mit der Wasserreinhaltung, der Reduzierung der Treibhausgase und Energieeffizienz, der Steuerreform unter dem Primat der Umwelt sowie der Aussöhnung zwischen Aborigines und Nichtaborigines, wobei mit den Aborigines Partnerschaften insbesondere im nördlichen Australien eingegangen wurden. Die Aktivitäten der ACF richteten sich auf die Wiederherstellung des Snowy Rivers, der Verhinderung der Lagerung von radioaktivem Müll in South Australia, dem Stopp großräumiger Landrodung in Queensland, der Wiederherstellung des Geländes der Jabiluka-Uranmine und der Ausweisung von Meeresschutzgebieten in Victoria. Die Bodenversalzung, die Reinhaltung des Wassers und Energieerzeugung machte die ACF zu einer nationalen Angelegenheit, führte nationale Aktionen zum Klimawandel und für den Erhalt der Wälder am Murray River und in Tasmanien durch. Im August 2007 begann die ACF die Kampagne Who On Earth Cares zur Reduzierung der Treibhausgase, die sich mit dem Klimawechsel befasst und die lokalen Auswirkungen zeigen soll, wobei Internetdarstellungen auf lokaler Ebene gezeigt werden.
Als die von der Australian Labor Party geführte Regierung von Julia Gillard im Juni 2010 an die Macht kam, forderte die ACF sie auf, den wissenschaftlich fundierten Sanierungsplan zur Verbesserung der Umweltbedingungen im Murray-Darling-Becken umzusetzen, ein Netzwerk von Meeresschutzgebieten anzulegen, einen grünen Plan zum Klimawechsel vorzulegen, den australischen Holzimport zu kontrollieren, das Gebiet der geplanten Uranmine von Koongarra in den Kakadu-Nationalpark zu integrieren und eine nachhaltige Bevölkerungspolitik zu entwickeln und zu verfolgen.
2024 wurde der X-Account der ACF aufgrund zahlreicher Einzelmeldungen von Nutzern gesperrt. Da zeitgleich Ähnliches auf die Social-Media-Konten anderer Klima- und Umweltschutzeinrichtungen wie Climate Council und Renew Economy zutraf, wurde dies als konzertierte Aktion von Gegner deren Arbeit interpretiert. Friends of the Earth kritisierte, dass X den unberechtigten Meldungen nachgekommen sei und sprach von möglicher „Zensur“ im Sinne des Eigentümers der Plattform.

## Periodika
- 1967–1978  News letter (Australian Conservation Foundation).  ISSN 0084-7283
- 1979–1980  Tjurkulpa : Australian Conservation Foundation newsletter. ISSN 0084-7283
- 1981–1987  Australian Conservation Foundation newsletter. ISSN 0726-4151
- 1988–1995  Conservation news : newsletter of the Australian Conservation Foundation. ISSN 1031-2323
- 1999–2001  Revive (Australian Conservation Foundation) quarterly
- ab 1973    Habitat quarterly

## Weiterführende Literatur
- Lines, William J. (2006) Patriots : defending Australia's natural heritage  St. Lucia, Qld. : University of Queensland Press, 2006.  ISBN 0-7022-3554-7
- Broadbent, Beverley (1999) Inside the Greening : 25 years of the Australian Conservation Foundation Insite Press, Elwood, Victoria, 1999. ISBN 0-646-37411-7